# 샤우왈
샤우왈(아랍어: شوّال)은 이슬람력에서 열번째 달의 이름이다.

## 시간
| AH   | 첫 날 (CE/AD)   | 마지막 날 (CE/AD) |
| ---- | --------------- | ----------------- |
| 1439 | 2018년 6월 15일 | 2018년 7월 13일   |
| 1440 | 02019년 6월 4일 | 02019년 7월 3일   |
| 1441 | 2020년 5월 24일 | 2020년 6월 21일   |
| 1442 | 2021년 5월 13일 | 2021년 6월 10일   |
| 1443 | 02022년 5월 2일 | 2022년 5월 30일   |
| 1444 | 2023년 4월 21일 | 2023년 5월 20일   |